# 喰始
喰 始（たべ はじめ、本名：川田 耕作〈かわだ こうさく〉、1947年12月25日 - ）は、日本の舞台演出家、劇団WAHAHA本舗主宰、ワハハ本舗株式会社代表取締役社長、放送作家、文化人。香川県高松市出身。

## 人物
日本大学芸術学部在学中に永六輔主宰の作家集団に所属し、テレビ番組『ゲバゲバ90分』で放送作家デビュー。以降、バラエティ番組の制作に携わる。
1984年に佐藤正宏、柴田理恵、久本雅美らと劇団・芸能事務所『WAHAHA本舗』を創立。以降、WAHAHA本舗全作品の作・演出を手掛ける。
日本テレビ系列の視聴者参加型番組『欽ちゃん&香取慎吾の全日本仮装大賞』では第1回大会（1979年12月31日放送）から企画として携わり、構成作家として第100回大会（2025年1月13日放送）までクレジットされ続けている。また同番組にはWAHAHA本舗所属の久本や柴田を審査員として長年出演させている。
他に、コンサートの演出・舞台MCなどに名を連ねる。
近年、「ワハハ商店」を設立。猫ひろしやポカスカジャンらの芸人が所属する。
放送作家のひめはじめは、弟子のような存在。しかし喰始自身は、かつて弟子が自殺した経験から、生涯弟子はとらないと発言している。
1970年代には、「中1時代」に幻想小説「迷子通り」を佐々木マキのイラストで連載執筆しているが、分量が短いこともあって単行本化されていない。

## 主な作品

### テレビ
- 「巨泉×前武ゲバゲバ90分!」
- 「カリキュラマシーン」
- 「コント55号のなんでそうなるの?」
- 「ひるのプレゼント」
- 「天才・たけしの元気が出るテレビ!!」
- 「モグモグGOMBO」
- 「欽ちゃん&香取慎吾の全日本仮装大賞」 - 構成作家を務めている他、第25,31,48回には自ら審査員として出演[1]。
- 「コサキン勝手にごっこ」

他多数

### 舞台
- 井上陽水コンサート・演出
- モップスコンサート・演出
- 劇団東京ヴォードヴィルショー「日本妄想狂時代」「ニューヨーク・ニューヨーク」「そして誰も笑わなくなった」「ロードランナー」以上 作・演出
- AI・HALL 大阪・東京 演出
- WAHAHA本舗 全作品（年間20公演以上）作・演出

### 映画
- そして天使は歌う　ぼ・ぼ・僕らは正義の味方(1997)-監督・脚本
- 『冬の幽霊たち〜ウィンターゴースト〜』(2004)-製作総指揮
  - ゆうばり国際ファンタスティック映画祭「ファンタランド大賞」受賞

### ビデオ
- 『ギニーピッグ4　ピーターの悪魔の女医さん』監督・脚本

### 著書
- 「喰始の変がいっぱい」（サテマガ・ビー・アイ、2007年12月25日） ISBN 4901867261
- 「アドベンチャーノベルス　赤塚不二夫劇場」赤塚不二夫・原作（JICC出版局、1988年5月1日 ） ISBN 4880634042
- 「モンティ・パイソン研究入門」須田泰成・監修-解説を執筆（白夜書房、2006年4月24日） ISBN 4861911532
- 「創造しい人びと」アルタードステイツクラブ・編著- インタビュー収録（日本コンサルタントグループ、1990年5月1日） ISBN 4889161295
- アジの開きかた、人生のひらき方（ベストセラーズ 2013年4月16日 ） ISBN 4584134952
- 谷啓 笑いのツボ 人生のツボ（小学館 2011年2月23日 ）ISBN 4093637296

### ゲーム原作
- 「SWITCH」-企画／構成／演出（セガ・エンタープライゼス）
  - メガCD版　1993年4月23日
  - プレイステーション２版　2002年8月29日

### 喰始についての著作物
- ワハハ本舗を創った男 喰始を語る-タマ伸也著（ロフトブックス、2017年6月13日）-喰始について喰始以外の人が語った本 ISBN 4907929218
- 久本雅美の「あなたがいたから」―運命の人 喰始-NHK「こころの遺伝子」制作班編（主婦と生活社、2011年2月1日）ISBN 4391140152

## 出演

### テレビ
- タモリ倶楽部（テレビ朝日）
  - ワハハ本舗10周年特別企画クイズ！喰始のなんでそーなるの！？（1994年3月25日）
- BSマンガ夜話（NHK BS2）「天才バカボン」 赤塚不二夫（1999年11月9日）

### 映画
- マンガをはみだした男 赤塚不二夫(2016)

## 主なエピソード
- もともとペンネームは「食始」であったが、永六輔が間違えて「喰始」と書いていたものを見てそれに変更した。
- 谷啓のファンということから、漢字2文字のペンネームにした。
- いつも帽子を被っている。
- 映画（ロボット・怪物の）フィギュア、漫画、ビデオ、DVD、LD、ピンバッジコレクターである。
- WAHAHA本舗に創価学会員を公言しているタレントが多いせいか、「特定の宗教団体には所属していない。無宗教である」と自社ライブの司会で度々公言している。
- ゲイをカミングアウトしており、新宿二丁目のゲイショーの影響を受けた演出も多い。
- 103インチのテレビ受像機を持っている。
- 70年代に井上陽水のポリドール・レコード移籍後のシングルのミュージック・ビデオを監督していた。
- ぺこぱの松陰寺太勇に和服を着るようアドバイスをした。
- ペットの猫の名前はモモ